# Шахматово (Московская область)
Шахматово — деревня в Солнечногорском районе Московской области России, входит в состав сельского поселения Смирновское. Население — 13 чел. (2010).
Один из двенадцати волнистых клиньев, изображённых на гербе и флаге сельского поселения, символизирует деревню Шахматово, как входящую в число крупных населённых пунктов муниципального образования.

## География
Деревня Шахматово расположена на севере Московской области, в северной части Солнечногорского района, у границы с Клинским районом, примерно в 12 км к северу от центра города Солнечногорска. К деревне приписано два садоводческих товарищества. Севернее протекает река Сестра и проходит Екатерининский канал. Ближайшие населённые пункты — деревни Болдино, Горбово и Дулепово.

## Население
| 1852 | 1859 | 1890 | 1899 | 1926 | 1966 |
| ---- | ---- | ---- | ---- | ---- | ---- |
| 47   | ↘26  | ↗52  | ↗63  | ↗70  | ↘35  |
| 1998 | 2002 | 2010 |      |      |      |
| ↘7   | ↗10  | ↗13  |      |      |      |

## История
В «Списке населённых мест» 1862 года — владельческое сельцо 1-го стана Клинского уезда Московской губернии по левую сторону Санкт-Петербурго-Московского шоссе от города Клина к Москве, в 22 верстах от уездного города и 17 верстах от становой квартиры, при пруде, с 3 дворами и 26 жителями (16 мужчин, 10 женщин).
По данным на 1890 год — деревня Солнечногорской волости Клинского уезда с 52 душами населения, в 1899 году — деревня Вертлинской волости Клинского уезда, проживало 63 жителя.
В 1913 году — 11 дворов.
По материалам Всесоюзной переписи населения 1926 года — деревня Муравьёвского сельсовета Вертлинской волости Клинского уезда в 5,3 км от Рогачёвского шоссе и 13,9 км от станции Подсолнечная Октябрьской железной дороги, проживало 70 жителей (32 мужчины, 38 женщин), насчитывалось 15 крестьянских хозяйства.
С 1929 года — населённый пункт в составе Солнечногорского района Московского округа Московской области. Постановлением ЦИК и СНК от 23 июля 1930 года округа как административно-территориальные единицы были ликвидированы.
1929—1954 гг. — деревня Муравьёвского сельсовета Солнечногорского района.
1954—1957, 1960—1963, 1965—1994 гг. — деревня Мошницкого сельсовета Солнечногорского района.
1957—1960 гг. — деревня Мошницкого сельсовета Химкинского района.
1963—1965 гг. — деревня Мошницкого сельсовета Солнечногорского укрупнённого сельского района.
1994—2006 гг. — деревня Мошницкого сельского округа Солнечногорского района.
С 2006 года — деревня сельского поселения Смирновское Солнечногорского муниципального района Московской области.